# K.u.k. HB VI (JDŽ 92)
Die Lokomotiven der Kriegskategorie k.u.k. HB VI waren Heißdampf-Mallet-Schlepptenderlokomotiven in Bosnischer Spurweite mit der Achsfolge (1’C)C, die 1918 von Henschel & Sohn gebaut wurden. Sie waren für die k.u.k. Heeresbahn in Serbien vorgesehen, wurden aber zum Großteil erst nach dem Ersten Weltkrieg ausgeliefert.
1922 baute Henschel weitere 30 Maschinen als Reparationslieferung. Die Eisenbahnen des Königreichs der Serben, Kroaten und Slowenen bezeichneten die insgesamt 49 Lokomotiven dann als SHS VIc7, die Jugoslawischen Staatsbahnen ab 1933 als JDŽ 92.

## Geschichte

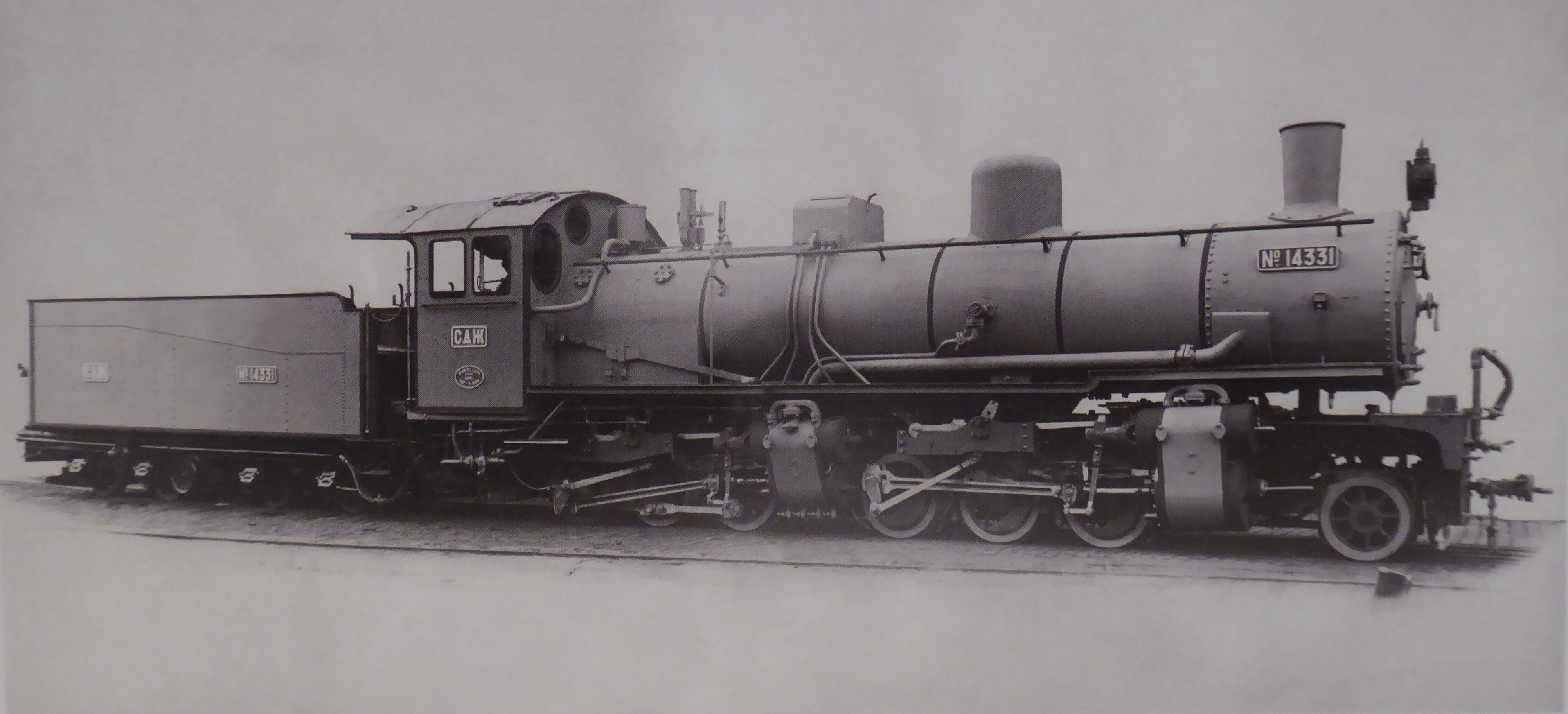
Reparationslokomotive VIc7 14331

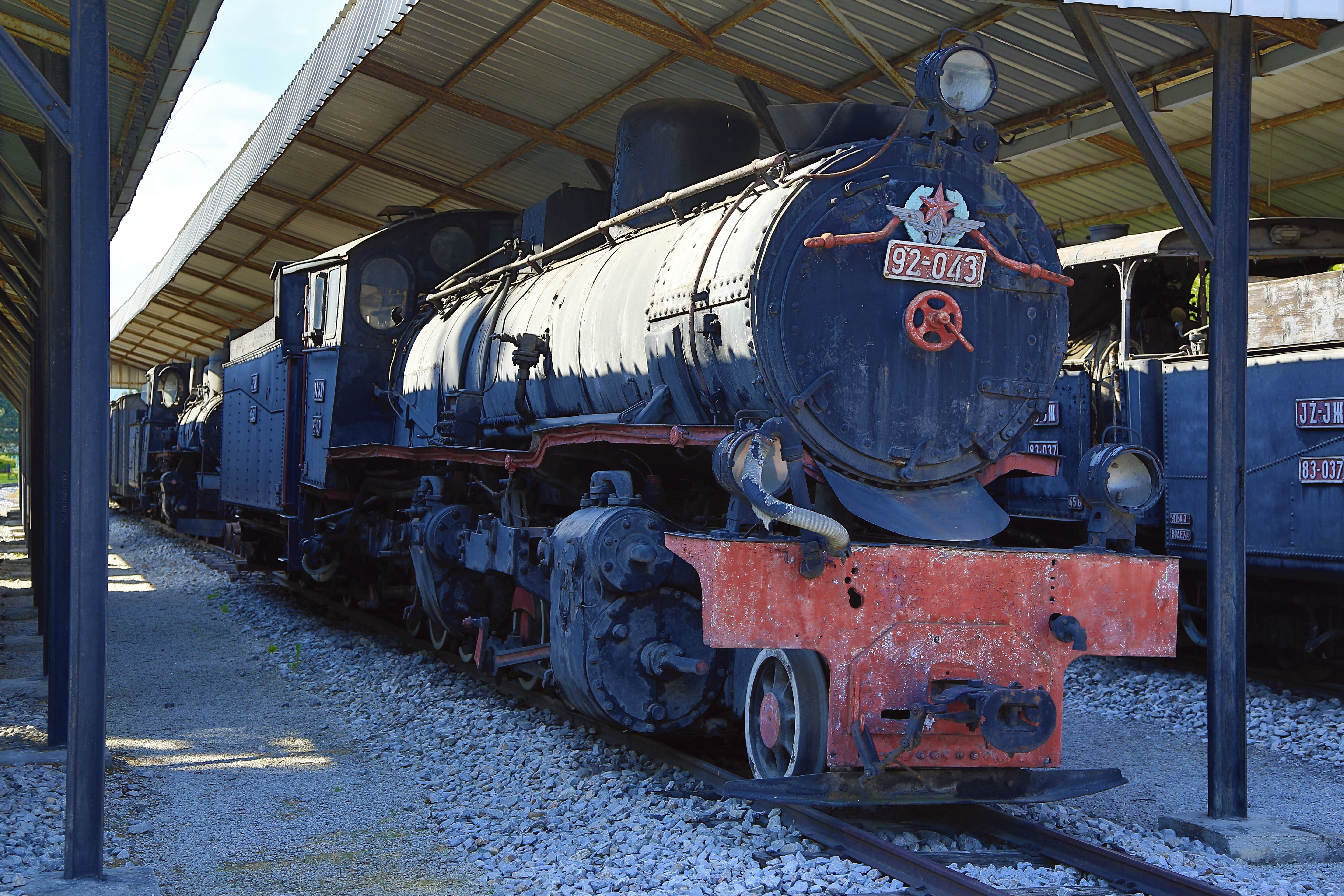
JŽ 92-043 im Museum Požega

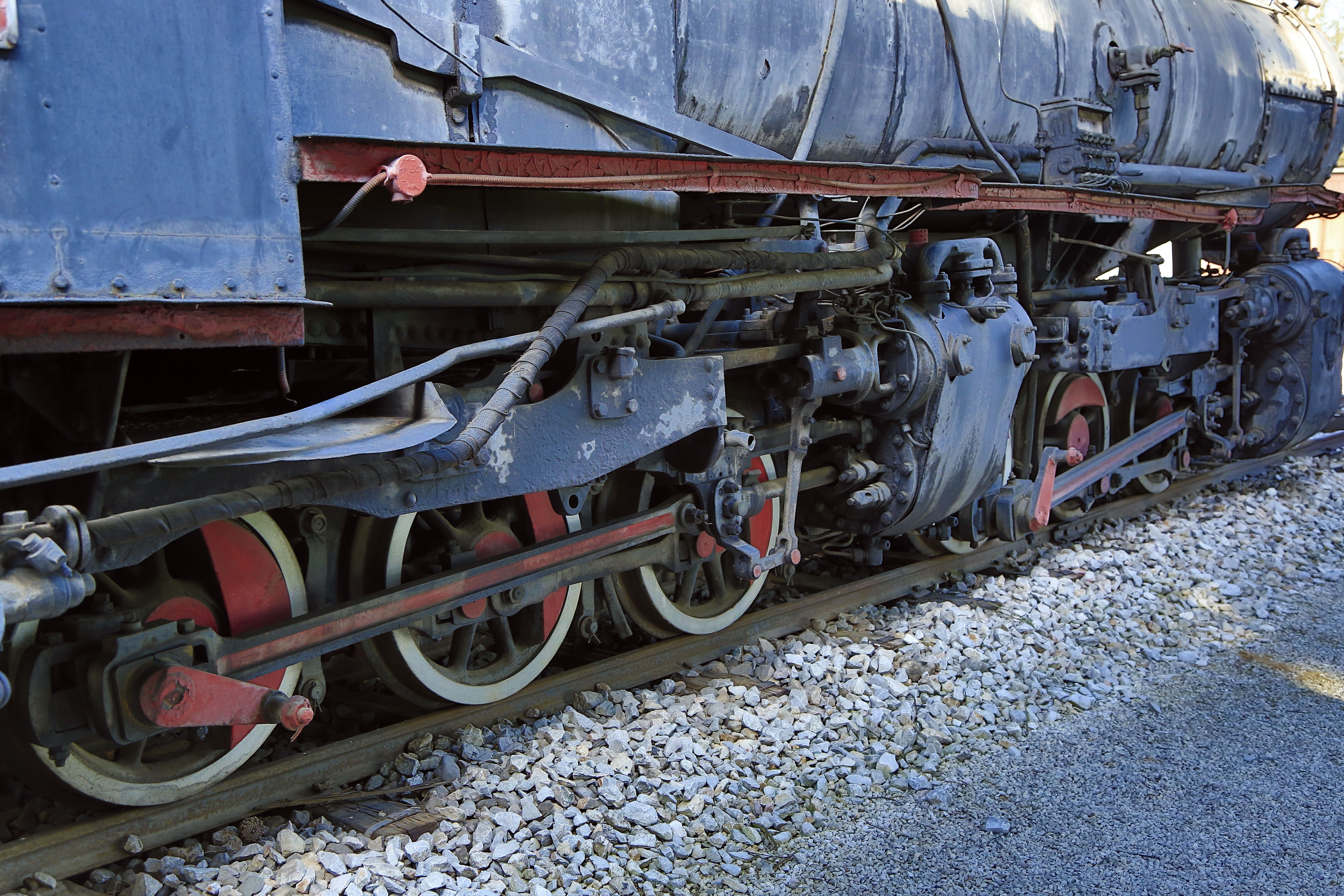
Hoch- und Niederdrucktriebwerk der Mallet-Lokomotive

1917 bestellte die deutsche Verkehrstechnische Prüfungskommission der Versuchsabteilung des Militär-Verkehrswesens bei Henschel & Sohn in Kassel 50 neu entwickelte Mallet-Schlepptenderlokomotiven mit Schmidt-Überhitzer, wobei 20 Exemplare für den Einsatz in Serbien vorgesehen waren. Da die Konstruktion und Fertigung der neuen, aus den Mallet-Tenderlokomotiven SDŽ 501 bis 505 weiterentwickelten Type einige Zeit in Anspruch nahm, wurden bis zum Kriegsende – je nach Quelle – nur eine oder zwei Maschinen nach Serbien geliefert und auf der Schmalspurbahn Paraćin–Zaječar eingesetzt.
Nach Kriegsende wurden weitere Maschinen übernommen, so dass insgesamt 19 dieser Heißdampflokomotiven in den Bestand der Eisenbahnen des Königreichs der Serben, Kroaten und Slowenen (SHS) kamen. Eine Lokomotive der ursprünglich 20 geplanten wurde entweder bis 1922 bereits ausgemustert oder hatte Serbien gar nicht erreicht, das erste Baulos erhielt dementsprechend die Nummern 14301 bis 14319. Eine zweite Serie von 30 Maschinen folgte 1922 ebenfalls von Henschel als Reparationslieferung. Sie wurden zusammen mit anderen Mallet-Lokomotiven gemäß dem weiterhin verwendeten Bezeichnungsschema der BHStB als SHS VIc7 bezeichnet.
Zum Einsatz kamen sie hauptsächlich auf den steigungs- und krümmungsreichen serbischen Strecken Paraćin–Zaječar, der anfänglich privaten Strecke Metovnica–Bor sowie auf der Schmalspurbahn Mladenovac–Lajkovac, wo ein starker Kohle- und Erzverkehr zu bewältigen war. Anfangs fuhren sie auch über den Sattel zwischen Lajkovac und Čačak, ab 1929 dann fast nur mehr nach Mladenovac. Dort wurden sie Anfang der 1960er-Jahre von Lokomotiven der Reihe 83 abgelöst, obwohl diese für die Kurvenradien von nur 75 m nicht wirklich geeignet waren. Durch die Eröffnung des Abschnitts nach Vreoci der Bahnstrecke Belgrad–Bar im Jahr 1958 hatte der Güter- und Kohleverkehr aber entsprechend nachgelassen und die zwölf noch vorhandenen Lokomotiven der Reihe wurden von Lajkovac zur Schmalspurbahn Paraćin–Zaječar umstationiert.
Nach der Eröffnung der Passstrecke zwischen Užice und Vardište als Verbindung zur Bosnischen Ostbahn im Jahr 1925 kamen sie auch auf den dortigen langen Steigungsstrecken zum Einsatz. Später gab es auch fallweise Einsätze auf der Schmalspurbahn Split–Sinj und auf der Steinbeisbahn, wirklich heimisch wurden sie dort aber nicht. Außerdem waren in den 1940er-Jahren drei Lokomotiven an die bulgarische Rhodopenbahn vermietet, bis sie durch das zweite Baulos der BDŽ-Serie 60076 abgelöst werden konnten.
Die Jugoslawischen Staatsbahnen bezeichneten die Lokomotiven ab 1933 als JDŽ 92. Sie bewährten sich deutlich besser als ihre Vorgängerinnen SDŽ 501 bis 505 (JDŽ 91) und die Mallet-Lokomotiven SDŽ 551 bis 560 (JDŽ 93) der American Locomotive Company (ALCo). Die letzten Exemplare standen noch im März 1970 um Paraćin und Zaječar im Betrieb. Als einzige blieb die JŽ 92-043 erhalten, sie steht im Eisenbahnmuseum in Požega.

## Lokomotivliste
Die Zuordnung der Fabriksnummern (15581–15600) der ersten Lieferung zur Loknummer ist nur teilweise durch Sichtung bekannt. Außerdem fehlte eine Lokomotive von den geplanten 20, weshalb von den SHS nur die Nummern 14301 bis 14319 vergeben wurden. Weiters ist nicht bekannt, ob die Loks noch eine Nummer der Heeresbahn erhalten hatten.
Erhaltene Lokomotiven sind hervorgehoben.
| Hersteller | Fabriks- Nummer | Baujahr | kukHB-Nr. | SHS-Nr. bis 1933 | JDŽ-Nr. ab 1933 | Verbleib               |
| ---------- | --------------- | ------- | --------- | ---------------- | --------------- | ---------------------- |
| Henschel   |                 | 1918    | ?         | VIc7 14301       | 92-001          |                        |
| Henschel   |                 | 1918    | ?         | VIc7 14302       | 92-002          |                        |
| Henschel   |                 | 1918    | ?         | VIc7 14303       | 92-003          |                        |
| Henschel   |                 | 1918    | ?         | VIc7 14304       | 92-004          |                        |
| Henschel   |                 | 1918    | ?         | VIc7 14305       | 92-005          |                        |
| Henschel   |                 | 1918    | ?         | VIc7 14306       | 92-006          |                        |
| Henschel   |                 | 1918    | ?         | VIc7 14307       | 92-007          |                        |
| Henschel   |                 | 1918    | ?         | VIc7 14308       | 92-008          |                        |
| Henschel   |                 | 1918    | ?         | VIc7 14309       | 92-009          |                        |
| Henschel   | 15590           | 1918    | ?         | VIc7 14310       | 92-010          |                        |
| Henschel   | 15596           | 1918    | ?         | VIc7 14311       | 92-011          |                        |
| Henschel   | 15592           | 1918    | ?         | VIc7 14312       | 92-012          |                        |
| Henschel   | 15597           | 1918    | ?         | VIc7 14313       | 92-013          |                        |
| Henschel   | 15586           | 1918    | ?         | VIc7 14314       | 92-014          |                        |
| Henschel   | 15595           | 1918    | ?         | VIc7 14315       | 92-015          |                        |
| Henschel   |                 | 1918    | ?         | VIc7 14316       | 92-016          |                        |
| Henschel   | 15581           | 1918    | ?         | VIc7 14317       | 92-017          |                        |
| Henschel   |                 | 1918    | ?         | VIc7 14318       | 92-018          |                        |
| Henschel   |                 | 1918    | ?         | VIc7 14319       | 92-019          |                        |
| Henschel   | 19458           | 1922    |           | VIc7 14320       | 92-020          |                        |
| Henschel   | 19459           | 1922    |           | VIc7 14321       | 92-021          |                        |
| Henschel   | 19460           | 1922    |           | VIc7 14322       | 92-022          |                        |
| Henschel   | 19461           | 1922    |           | VIc7 14323       | 92-023          |                        |
| Henschel   | 19462           | 1922    |           | VIc7 14324       | 92-024          |                        |
| Henschel   | 19463           | 1922    |           | VIc7 14325       | 92-025          |                        |
| Henschel   | 19464           | 1922    |           | VIc7 14326       | 92-026          |                        |
| Henschel   | 19465           | 1922    |           | VIc7 14327       | 92-027          |                        |
| Henschel   | 19466           | 1922    |           | VIc7 14328       | 92-028          |                        |
| Henschel   | 19467           | 1922    |           | VIc7 14329       | 92-029          |                        |
| Henschel   | 19468           | 1922    |           | VIc7 14330       | 92-030          |                        |
| Henschel   | 19469           | 1922    |           | VIc7 14331       | 92-031          |                        |
| Henschel   | 19470           | 1922    |           | VIc7 14332       | 92-032          |                        |
| Henschel   | 19471           | 1922    |           | VIc7 14333       | 92-033          |                        |
| Henschel   | 19472           | 1922    |           | VIc7 14334       | 92-034          |                        |
| Henschel   | 19473           | 1922    |           | VIc7 14335       | 92-035          |                        |
| Henschel   | 19474           | 1922    |           | VIc7 14336       | 92-036          |                        |
| Henschel   | 19475           | 1922    |           | VIc7 14337       | 92-037          |                        |
| Henschel   | 19476           | 1922    |           | VIc7 14338       | 92-038          |                        |
| Henschel   | 19477           | 1922    |           | VIc7 14339       | 92-039          |                        |
| Henschel   | 19478           | 1922    |           | VIc7 14340       | 92-040          |                        |
| Henschel   | 19479           | 1922    |           | VIc7 14341       | 92-041          |                        |
| Henschel   | 19480           | 1922    |           | VIc7 14342       | 92-042          |                        |
| Henschel   | 19481           | 1922    |           | VIc7 14343       | 92-043          | Eisenbahnmuseum Požega |
| Henschel   | 19482           | 1922    |           | VIc7 14344       | 92-044          |                        |
| Henschel   | 19483           | 1922    |           | VIc7 14345       | 92-045          |                        |
| Henschel   | 19484           | 1922    |           | VIc7 14346       | 92-046          |                        |
| Henschel   | 19485           | 1922    |           | VIc7 14347       | 92-047          |                        |
| Henschel   | 19486           | 1922    |           | VIc7 14348       | 92-048          |                        |
| Henschel   | 19487           | 1922    |           | VIc7 14349       | 92-049          |                        |

| Bahngesellschaft                                      | Bahngesellschaft                              | Zeitraum      |
| ----------------------------------------------------- | --------------------------------------------- | ------------- |
| SHS                                                   | Železnice Kraljevine Srba, Hrvata i Slovenaca | 1919 bis 1929 |
| JDŽ                                                   | Jugoslovenske Državne Železnice               | 1929 bis 1954 |
| JŽ                                                    | Jugoslovenske Železnice                       | 1954 bis 1991 |
| Die Umzeichnung von SHS auf JDŽ fand erst 1933 statt. |                                               |               |